# ساريجالو (أرومية)
ساريجالو هي قرية في مقاطعة أرومية، إيران. يقدر عدد سكانها بـ 124 نسمة بحسب إحصاء 2016.